# Königliche Erzgießerei in München

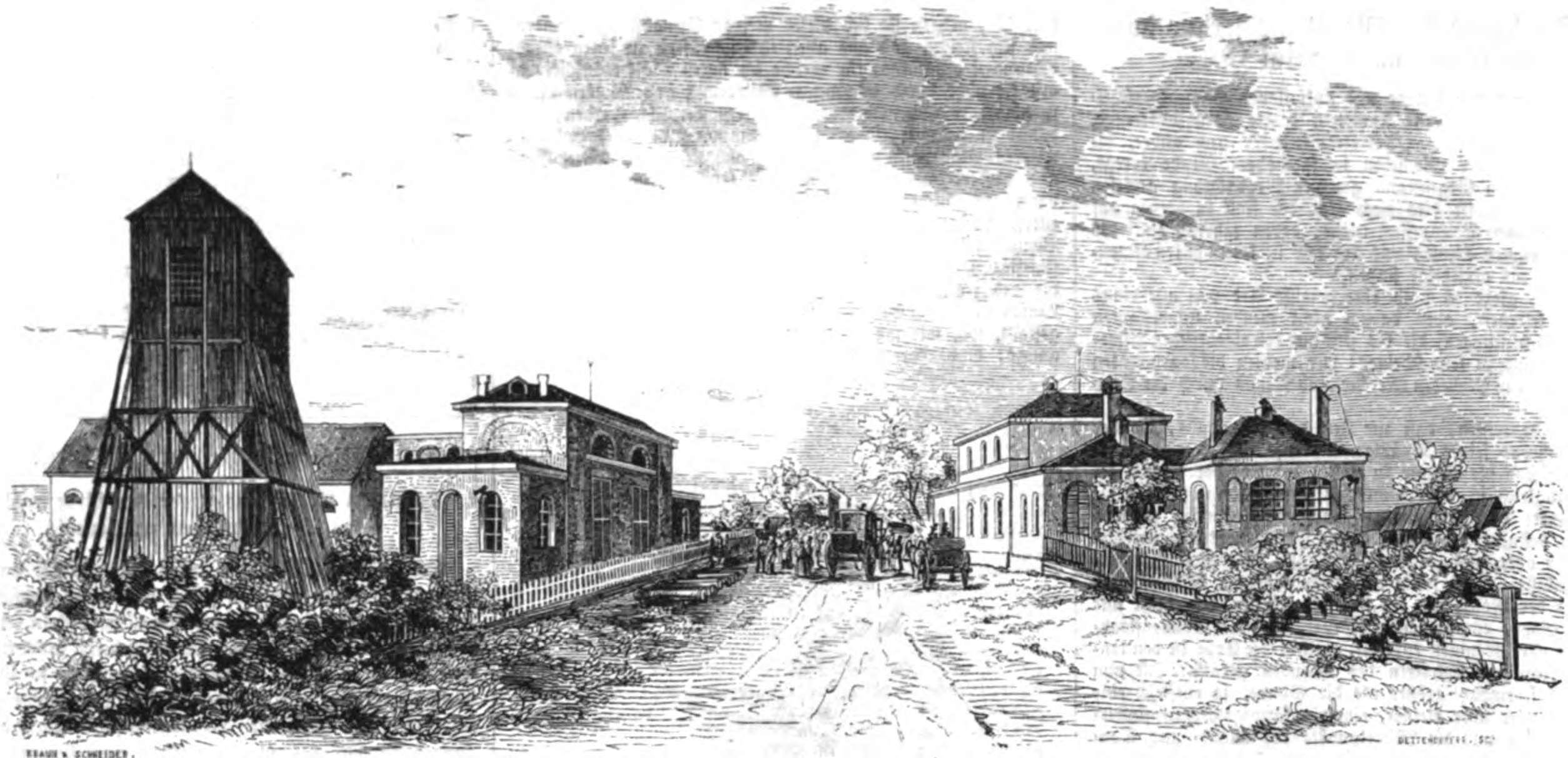
Die Königliche Erzgießerei in München, 1845

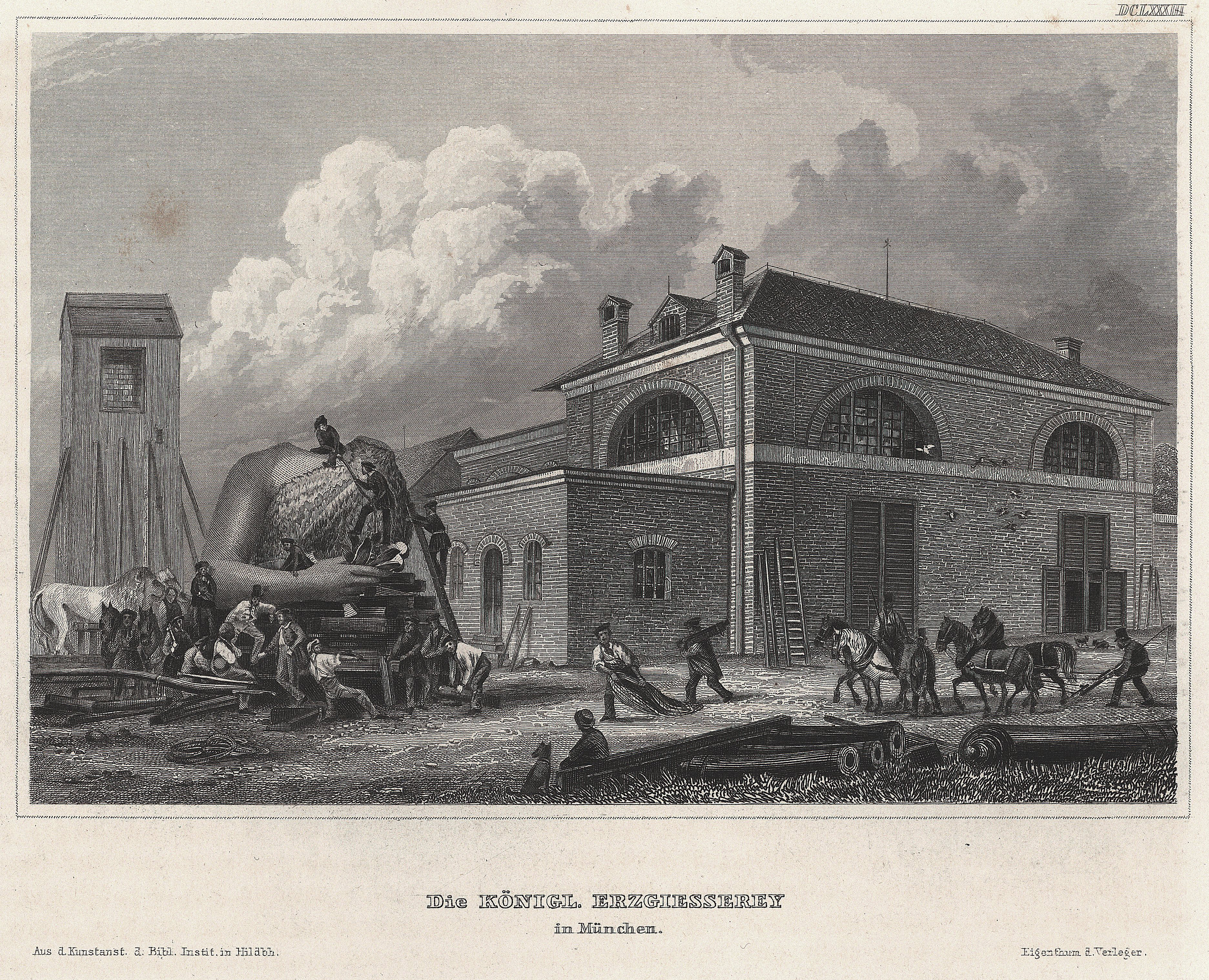
Herstellung der Bavaria

Die Königliche Erzgießerei in München war ein deutsches Bronzegussunternehmen, welches von 1822 bis 1931 bestand.

## Rechtsform
Das Unternehmen wurde als Königlich-staatliche Erzgießerei in der Regierungszeit des Wittelsbacher Königs Maximilian I. gegründet. Es entstand ein metallurgisches Forschungsinstitut, das durch staatliche Kunstförderung nach dem Willen Ludwigs I. subventioniert wurde. Die Produkte dieser Manufaktur waren wegen ihres technischen Niveaus international wettbewerbsfähig. Das Gebäude wurde den jeweiligen Gießern vom Staat kostenlos zur Verfügung gestellt und der Leiter des Unternehmens, der Gießereiinspektor und der Former Giuseppe Marino wurde bis zu Stiglmaiers Tod aus der Kabinettskasse bezahlt und nach dessen Tod aus Haushaltsmitteln. Die Förderung durch das Königreich Bayern wurde auch fortgeführt, als Ferdinand von Miller das Institut 1873 privatisierte.

## Situierung – Verkehrsanbindung
Das Unternehmen wurde ab 1822 zwischen dem damaligen Stadtgebiet von München und dem Schloss Nymphenburg, auf einem Gelände der bayrischen Armee eingerichtet. Die FeldStraße, welche später in Erzgießereistraße umbenannt wurde, erschloss das Areal nach Norden zur Äußeren Dachauer Straße und nach Süden zur Nymphenburger Straße nach Schloss Nymphenburg. Der Bahnanschluss bestand über das an der Äußeren Dachauer Straße gelegene Zeughaus mit Ouvrier Werkstätten, welche sich mit der Produktion von Lafetten beschäftigten, hier waren auch die bayrischen Eisenbahnpioniere stationiert. Ein westlicher Nachbar war eine Sandgrube, die der Sandstraße den Namen gab. Nordöstlich, zwischen der Gießerei und der Maximilianskaserne (heute Institut für Zeitgeschichte) waren die Arbeiter sowie das Neue Militär Lazareth (heute Deutsches Herzzentrum München) untergebracht.
In der Luvlage der Gießerei hatte sich Miller an der Kreuzung Feldstraße, Nymphenburger Str. 34 eine Villa gebaut, Miller sollte aber, nach dem Willen von Ludwig I., in einer dafür ausgebauten Etage im Gießereigebäude wohnen. Ab April 1863 als Miller an Netzhautablösung erkrankte, wurde gegenüber von Millers Villa, in der Erzgiesserey-Straße Nr. 1, ein Haus des Rekonvalescenten Vereins eingerichtet.

## Beschäftigte
Von 1841 bis 1844 schwankte die Mitarbeiterzahl der Erzgießerei zwischen 44 und 54.

## Bedarf
Die Hinwendung des Wittelsbacher Ludwig I. und der von ihm beauftragte Kunstszene zur hellenistischen Antike fand in Bronze ein nachhaltiges Material, um Herrschaftssymbole in die Architektur einzufügen.

## Geschichte
Johann Baptist Stiglmaier wurde 1818 als Münzgraveuer bei der königlichen Münze eingestellt und ihm wurde ein Stipendium für eine Studienreise nach Italien gewährt. Auf dieser Studienreise informierte sich Stiglmaier über antike und moderne Skulptur sowie den Bronzeguss. 1822 kehrte Stiglmaier nach München zurück. Im April 1823 erhielt Leo von Klenze den Auftrag zur Errichtung der Gebäude für eine Gießerei, welche 1825 fertiggestellt wurden.
1824 goss Stiglmaier im Münzgebäude ein Grabrelief für zwei bei einem Sklavenhändler von Johann Baptist von Spix und Carl Friedrich Philipp von Martius gekauften Indigenakindern aus Brasilien. 1825 wurde Stiglmaier zum Erzgießereiinspektor und damit zum Leiter des neuen Institutes berufen. 1844 nach dem Tod von Stiglmaier wurde dessen Neffe Ferdinand von Miller zum Erzgießereiinspektor berufen.

### Feuervergoldungsherd
Von 1837 bis 1865 bestand im Werk ein Herd zur Feuervergoldung. Bei diesem Verfahren entstehen heiße, hochgiftige Quecksilberdämpfe. Mit diesem Verfahren wurden 12 Statuen von Wittelsbacher Herrschern für den Thronsaal der Münchner Residenz, heute Foyer des Herkulessaales sowie 1865 eine Marienfigur von Johann Peter von Götting (1795–1865) für den Turm der Marienkirche in Aachen vergoldet.

### Erzgießereimuseum

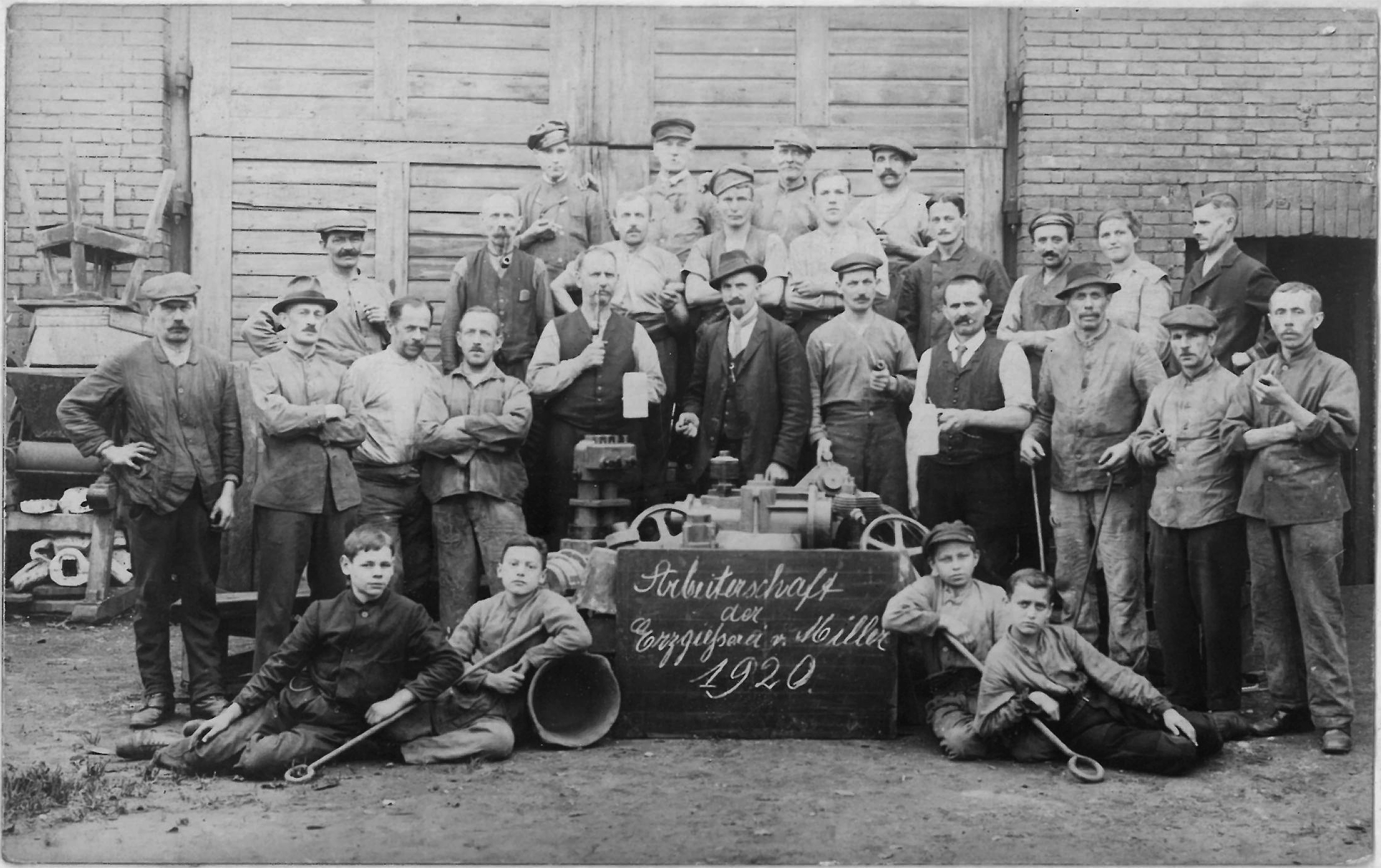
Arbeiterschaft der Erzgießerei Miller von 1920

Ludwig I. reihte das Unternehmen in die Kunstanstalten des Staates als kgl. Erzgießerei ein und ernannte Ferdinand Miller, nachdem Stiglmaier am 2. März 1844 an Magenkrebs gestorben war, am 20. April 1844 als Inspector mit dem Rang eines Professors der Akademie der bildenden Künste zum Leiter des Unternehmens mit einem Jahresgehalt von 900 Gulden. Das Gießereigebäude, ein Bau von Leo von Klenze, wurde mit dem Museum der Gipsmodelle während des Zweiten Weltkrieges durch Bomben zerstört.

## Bildgalerie

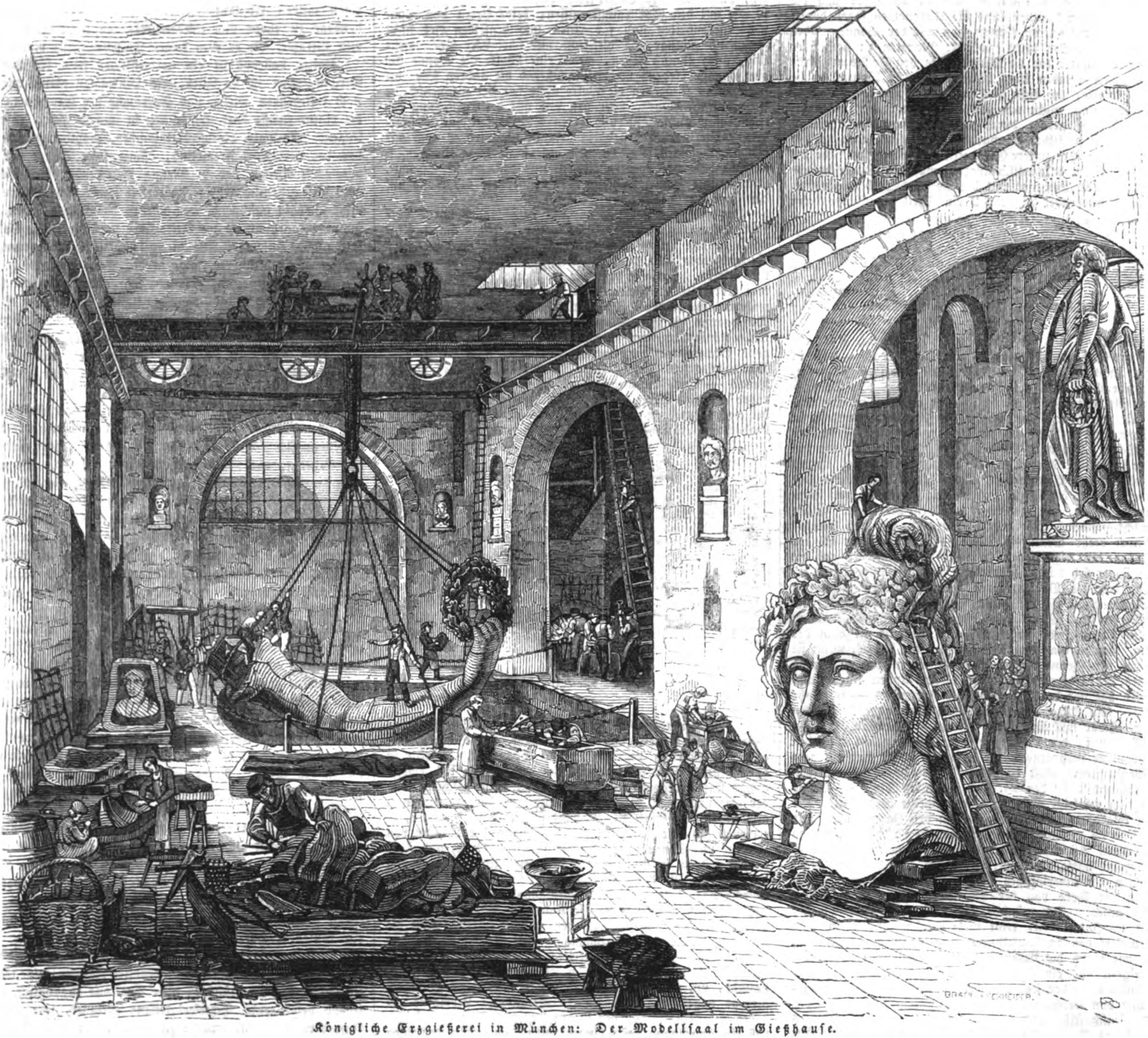
Blick in den Modellsaal des Gießhauses, 1845
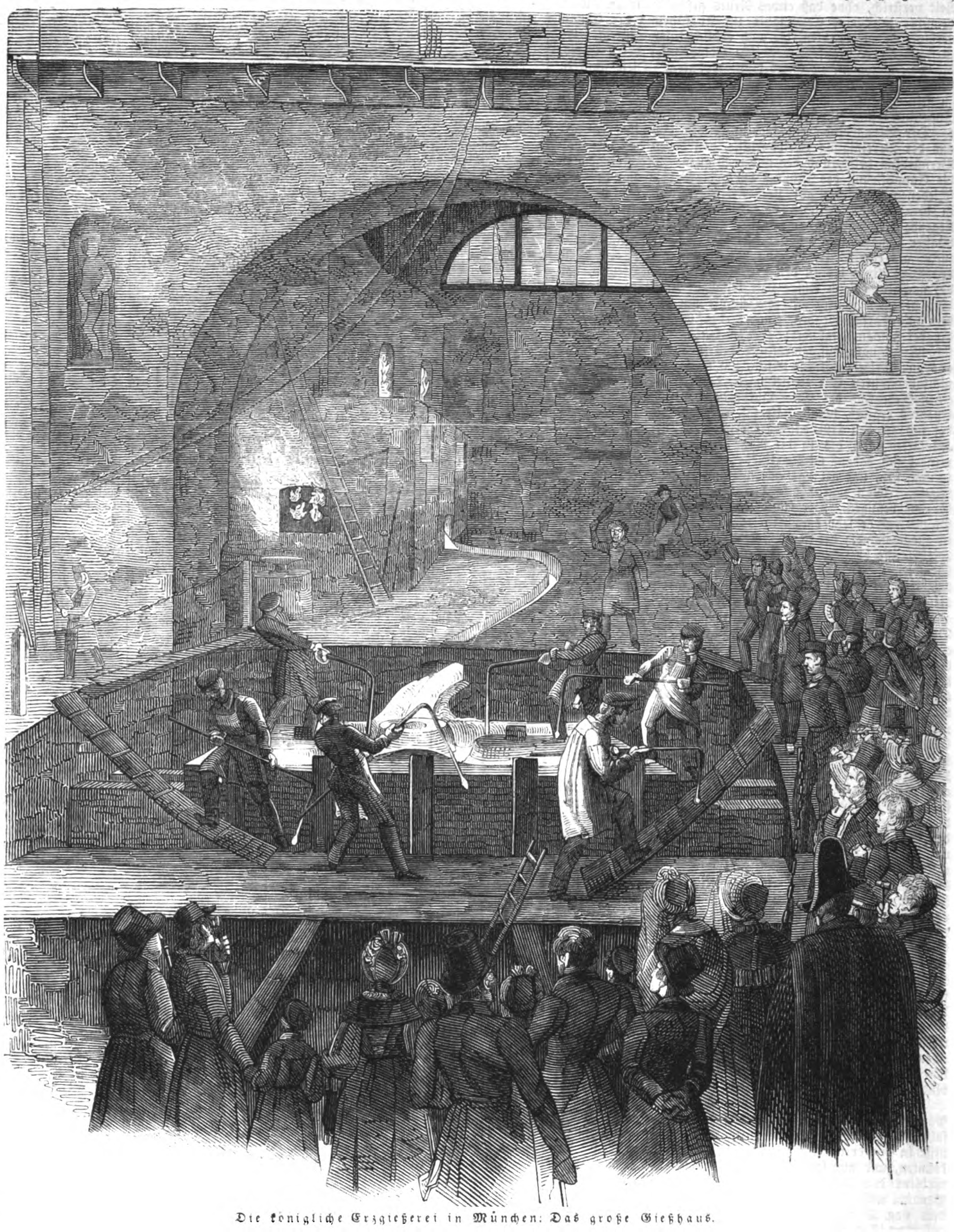
Das große Gießhaus, 1845
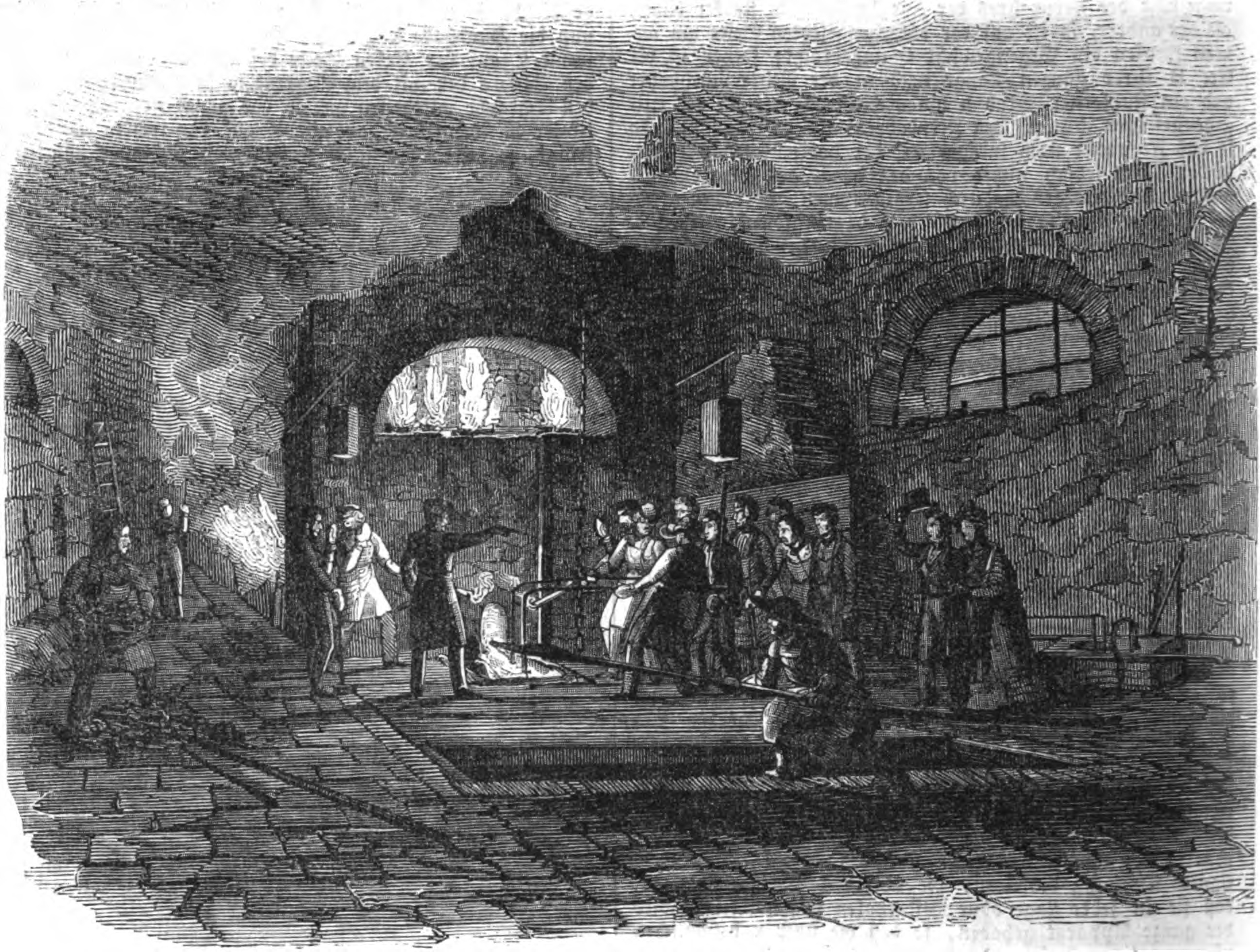
Das kleine Gießhaus, 1845
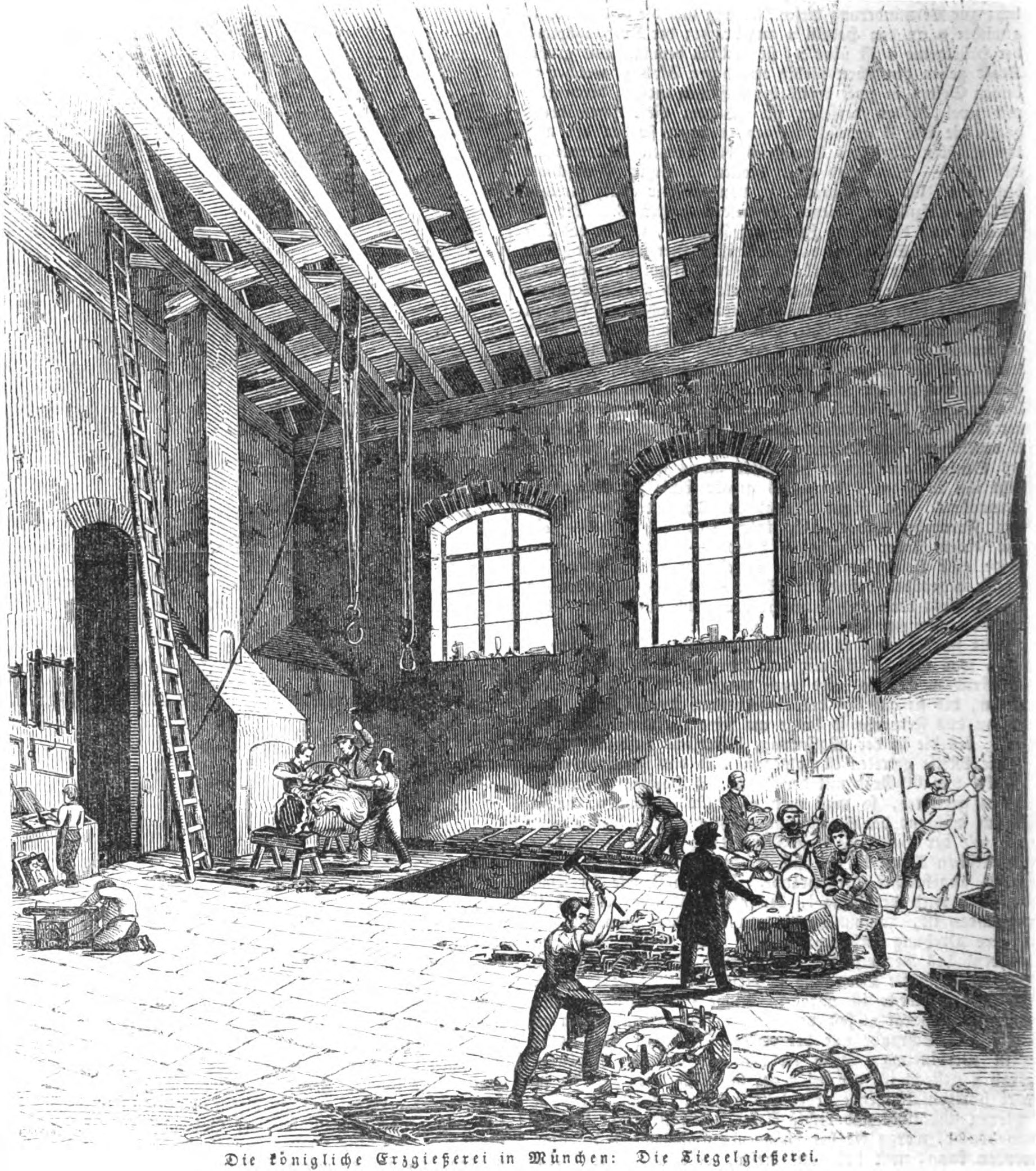
Die Tiegelgießerei, 1845
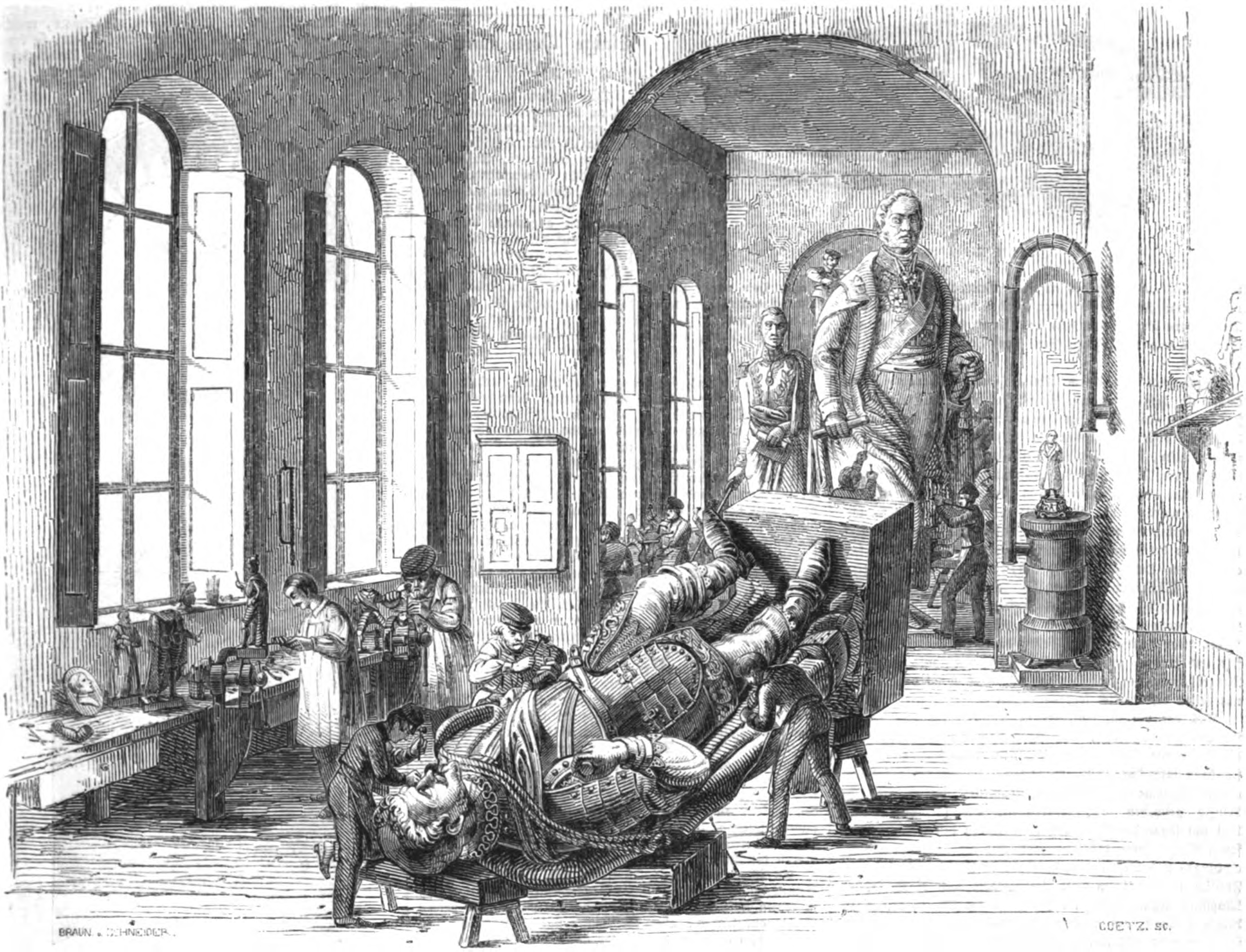
Der Ziseliersaal, 1845
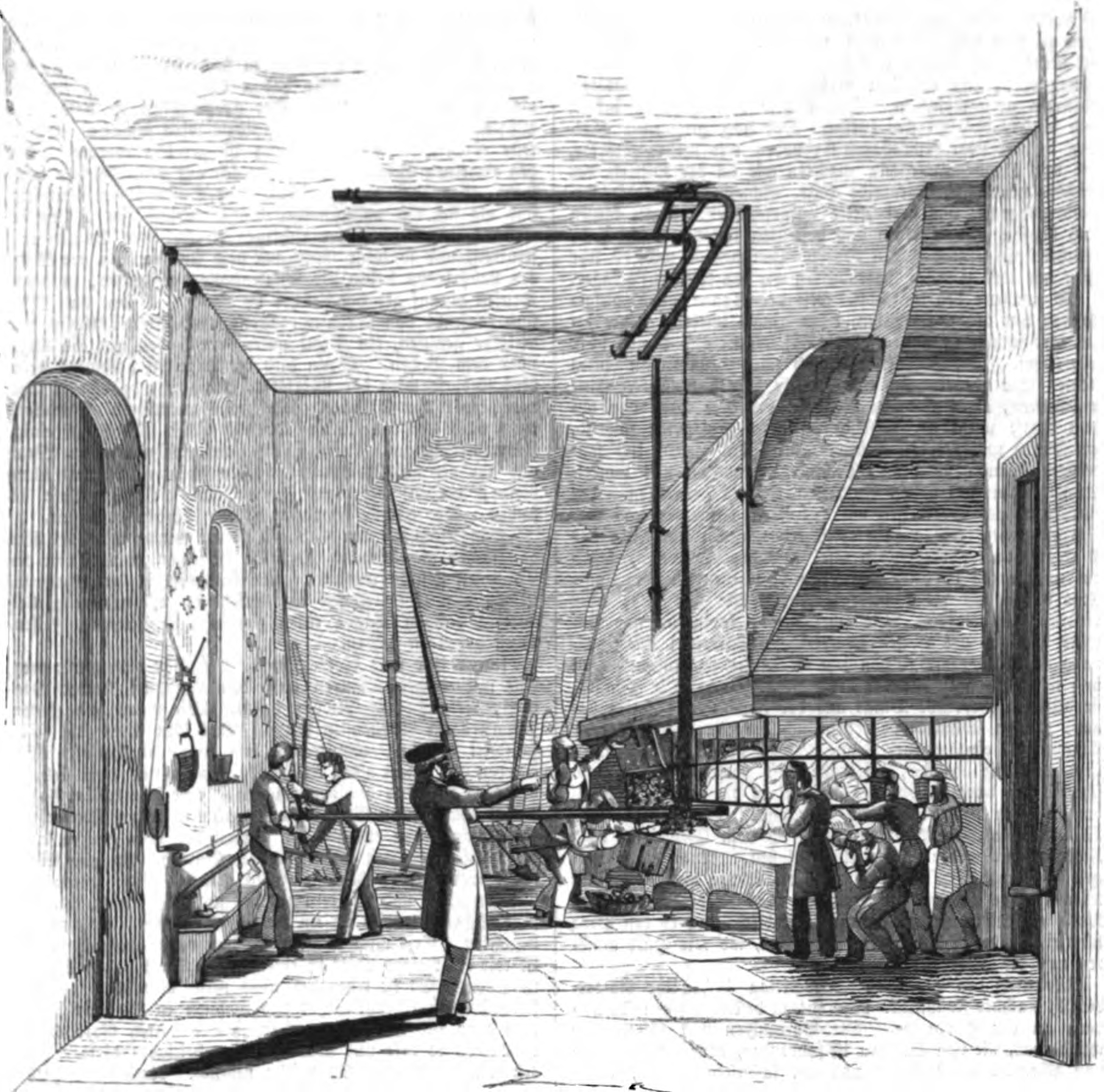
Die Vergolderei, 1845

## Liste der produzierten Denkmäler
| Bildhauer                                                | Former                                        | Motiv                                                                                         | Standort                                                    | Guss  | Enthüllung   | Besonderheiten | Foto   |
| -------------------------------------------------------- | --------------------------------------------- | --------------------------------------------------------------------------------------------- | ----------------------------------------------------------- | ----- | ------------ | --- | ------ |
| Leo von Klenze                                           | Johann Baptist Stiglmaier                     | Bekrönung der Konstitutionssäule                                                              | Gaibach                                                     | 1826  | 1828         | |        |
| Leo von Klenze                                           | Johann Baptist Stiglmaier                     | Obelisk am Karolinenplatz                                                                     | München                                                     | 1829  | 1833         | mit Bronzeplatten verkleidetes Mauerwerk |        |
| Johann Baptist Stiglmaier                                | Johann Baptist Stiglmaier                     | Grabfigur der Karoline von Mannlich vom Grab der Familie Mannlich                             | Alter Südfriedhof (München)                                 | 1833  | 1833         | |        |
| Christian Daniel Rauch                                   |                                               | Maximilian I. (Bayern)                                                                        | Nationaltheater München                                     | 1834  | 1835         | |        |
| Ludwig Schwanthaler                                      |                                               | Kruzifix                                                                                      | Bamberger Dom                                               |       | 1837         | |        |
| Bertel Thorvaldsen                                       | Schmelzmeister Johann Gustapfel               | Friedrich Schiller                                                                            | Schillerplatz (Stuttgart)                                   | 1838  | 1839         | Modell wurde per Fuhrwerk aus Italien geliefert. |        |
| Bertel Thorvaldsen                                       | Schmelzmeister Johann Gustapfel               | Maximilian I. (Bayern)                                                                        | Wittelsbacherplatz                                          |       | 1839         | Reiterstandbild, Modell wurde per Fuhrwerk aus Italien geliefert. |        |
| Ludwig Schwanthaler                                      |                                               | 12 feuervergoldete Ahnen der Wittelsbacher                                                    | Münchner Residenz heute Herkulessaal                        | 1837  | 1842         | |        |
| Ludwig Schwanthaler                                      |                                               | Jean Paul                                                                                     | Friedrichstraße (Bayreuth)                                  |       | 1841         | |        |
| Leo von Klenze, Ludwig Schwanthaler                      |                                               | Innere Giebel der Walhalla                                                                    | Donaustauf                                                  |       | 1841         | Zinkguss |        |
| Ludwig Schwanthaler                                      |                                               | Wolfgang Amadeus Mozart                                                                       | Mozartplatz (Salzburg)                                      | 1841  | 1842         | |        |
| Ferdinand von Miller                                     |                                               | Tore der Walhalla                                                                             | Donaustauf                                                  | 1842  | 1842         | |        |
| Ferdinand von Miller                                     |                                               | Germania-Figur                                                                                | Augsburg                                                    | 1876  | 1876         | Zunächst im Innenhof des Stadtpalais von Ludwig August Riedinger (sog. Riedingerhaus) aufgestellt, dann zu Beginn des Zweiten Weltkrieges von den Stadtwerken eingelagert. Seit 2010 Teil der Dauerausstellung im Staatlichen Textil- und Industriemuseum. |        |
| Ludwig Schwanthaler                                      |                                               | Friedrich III. (Brandenburg-Bayreuth)                                                         | Schloss- und Marktplatz (Erlangen)                          |       | 1843         | Hagiographie für Karl Alexander (Brandenburg-Ansbach-Bayreuth) |        |
| Ludwig Schwanthaler                                      | Johann Baptist Stiglmaier                     | Ludwig I. (Hessen-Darmstadt), Ludwigsmonument                                                 | Luisenplatz (Darmstadt)                                     | 1843  | 1844         | |        |
| Ludwig Schwanthaler                                      |                                               | Karl Friedrich (Baden)                                                                        | Schloss Karlsruhe                                           |       | 1844         | |        |
| Ludwig Schwanthaler                                      |                                               | Tilly, Wrede                                                                                  | Feldherrnhalle, Odeonsplatz                                 |       | 1844         | |        |
| Ludwig Schwanthaler                                      |                                               | Johann Wolfgang von Goethe                                                                    | Goetheplatz in Frankfurt am Main                            |       | 1844         | |        |
| Pietro Tenerani                                          |                                               | Ferdinand II. (Sizilien)                                                                      | Nationales Eisenbahnmuseum Pietrarsa Messina                | 1844  |              | erster Versuch, Gusseisen |        |
| Pietro Tenerani                                          |                                               | Simón Bolívar                                                                                 | Bogotá, Kolumbien                                           |       | 1844         | |        |
| Ludwig Schwanthaler                                      |                                               | Wiguläus von Kreittmayr                                                                       |                                                             |       | 1845         | im Zweiten Weltkrieg eingeschmolzen |        |
| Ludwig Schwanthaler                                      |                                               | Jean Paul                                                                                     | Wunsiedel                                                   | Büste | 1845         | |        |
| Ludwig Schwanthaler                                      | Ferdinand von Miller                          | Austriabrunnen                                                                                | Freyung (Wien)                                              |       | 1846         | |        |
| Ludwig Schwanthaler                                      |                                               | Karl XIV. Johann (Schweden)                                                                   | Norrköping, Oslo                                            | 1845  |              | |        |
| John Gibson                                              |                                               | William Huskisson                                                                             | Princess Avenue, Liverpool                                  | 1846  |              | |        |
| Theodor Wagner                                           |                                               | Vier allegorische Figuren der Jubiläumssäule                                                  | Schloßplatz (Stuttgart)                                     | 1846  |              | |        |
| Pietro Tenerani                                          |                                               | Simón Bolívar                                                                                 | Bogotá, Kolumbien                                           | 1846  | 1846         | |        |
| Karl Emanuel Tscharner                                   |                                               | Berthold V. (Zähringen), Zähringerdenkmal                                                     | Nydegghöfli bei der Nydeggkirche in Bern.                   |       | 1846         | |        |
| Max von Widnmann                                         |                                               | Julius Echter von Mespelbrunn                                                                 | Würzburg, gegenüber dem Juliusspital an der Juliuspromenade |       | 2. Juni 1847 | |        |
| Friedrich Brugger                                        |                                               | Christoph Willibald Gluck                                                                     | Promenadeplatz, München                                     |       | 1848         | im Zweiten Weltkrieg zerstört, neu gegossen |        |
| Ludwig Schwanthaler                                      | Unter anderem Schmelzmeister Johann Gustapfel | Bavaria                                                                                       | Theresienwiese, München                                     | 1844  | 1850         | |        |
| Max von Widnmann                                         |                                               | Orlando di Lasso                                                                              | Promenadeplatz, München                                     | 1849  |              | im Zweiten Weltkrieg zerstört, neuer Guss 1958 |        |
| Ludwig Schwanthaler                                      |                                               | Johann Gottfried Herder                                                                       | Herderkirche (Weimar)                                       |       | 1850         | |        |
| Johann Halbig                                            |                                               | Kruzifix                                                                                      | Alter Südfriedhof (München)                                 |       | 1850         | |        |
| Friedrich Brugger, Johann Halbig                         |                                               | Quadriga                                                                                      | Siegestor                                                   | 1850  | 1852         | |        |
| Ludwig Schwanthaler                                      |                                               | Neun Statuen zu einer Böhmischen Walhalla                                                     | Nationalmuseum (Prag)                                       | 1846  |              | |        |
| Bengt Erland Fogelberg                                   |                                               | Gustav II. Adolf (Schweden), Denkmal                                                          | Domsheide, Bremen                                           | 1851  | 1853         | |        |
| Ludwig Schwanthaler                                      |                                               | Nymphenbrunnen                                                                                | Hofgarten (München)                                         | 1852  | 1853         | |        |
| Carl Gustaf Qvarnström                                   |                                               | Esaias Tegnér                                                                                 | Lund                                                        | 1852  | 1853         | |        |
| Ludwig Schwanthaler                                      |                                               | Franz II. (HRR)                                                                               | Františkovy Lázně                                           |       | 1853         | |        |
| Bengt Erland Fogelberg                                   |                                               | Karl XIV. Johann (Schweden)                                                                   | Stockholm                                                   |       | 1853         | |        |
| Bengt Erland Fogelberg                                   |                                               | Birger Jarl                                                                                   | Stockholm                                                   | 1853  |              | |        |
| Max von Widnmann                                         |                                               | Lorenz von Westenrieder                                                                       | Promenadeplatz, München                                     | 1854  |              | |        |
| Ludwig Schwanthaler                                      |                                               | Tänzerin                                                                                      | Metropolitan Museum of Art, New York                        | 1854  |              | |        |
| Carl Gustaf Qvarnström                                   |                                               | Jöns Jakob Berzelius                                                                          | Stockholm                                                   | 1855  |              | |        |
| Thomas Crawford                                          |                                               | Ludwig van Beethoven                                                                          | Athenäum, Boston                                            | 1855  |              | |        |
| Thomas Crawford                                          |                                               | George Washington                                                                             | Richmond Virginia                                           | 1856  |              | | [ 9 ]  |
| Patrick Henry                                            |                                               | Thomas Jefferson, George Mason, George Marshall                                               | Richmond (Virginia)                                         | 1869  |              | |        |
| Johann Halbig                                            |                                               | Bernhard Erasmus von Deroy                                                                    | Bezirksregierung von Oberbayern, Maximilianstraße (München) | 1856  |              | |        |
| Franz Xaver Schwanthaler                                 |                                               | segnender Christus im Weingarten                                                              | Kreuzbergfriedhof, Weingarten (Württemberg)                 | 1856  |              | Zinkguss |        |
| Pietro Tenerani                                          |                                               | Ferdinand II. (Sizilien)                                                                      | Nationales Eisenbahnmuseum Pietrarsa Messina                |       | 1856         | zweiter Versuch, Gusseisen |        |
| Ernst Rietschel                                          |                                               | Goethe- und Schiller-Denkmal                                                                  | Theaterplatz in Weimar                                      |       | 1857         | |        |
| Friedrich Brugger                                        |                                               | Jakob Fugger                                                                                  | Philippine-Welser-Straße in Augsburg                        |       | 1857         | |        |
| Hanns Gasser                                             |                                               | Denkmal für Herzog Ludwig den Reichen                                                         | Landshut                                                    |       | 1858         | |        |
| Adamo Tadolini                                           |                                               | Simón Bolívar                                                                                 | Lima                                                        | 1858  | 1859         | Reiterstandbild |        |
| Johann Halbig                                            |                                               | August von Platen-Hallermünde                                                                 | Ansbach                                                     | 1858  | 1858         | |        |
| Max von Widnmann                                         |                                               | Christoph von Schmid                                                                          | Dinkelsbühl                                                 | 1859  | 1859         | |        |
| Ludwig von Hofer                                         |                                               | Eberhard I. (Württemberg, Herzog)                                                             | im Hof des Alten Schlosses zu Stuttgart                     | 1859  |              | |        |
| Randolph Rogers                                          |                                               | Portal an der Ostseite des Kapitols                                                           | Washington, D.C.                                            | 1861  |              | |        |
| Friedrich Brugger                                        |                                               | Carl Philipp von Wrede                                                                        | Heidelberg                                                  | 1860  | 1860         | Auftrag von König Ludwig I., eingeschmolzen 1940 |        |
| Joel Hart                                                |                                               | Henry Clay                                                                                    | New Orleans                                                 | 1860  |              | |        |
| Johann Halbig                                            |                                               | Joseph Anton Johann von Österreich                                                            | Budapest                                                    | 1860  |              | |        |
| Friedrich Brugger                                        |                                               | Maximilian II. Emanuel (Bayern)                                                               | Promenadeplatz, München                                     | 1861  |              | |        |
| Friedrich Brugger                                        |                                               | Maximilian II. Joseph                                                                         | Bayreuth                                                    | 1861  |              | |        |
| Friedrich Brugger                                        |                                               | Friedrich Wilhelm Joseph Schelling                                                            | Maximilianstraße (München)                                  | 1861  |              | |        |
| Max von Widnmann                                         |                                               | Ludwig I. (Bayern)                                                                            | Odeonsplatz, München                                        | 1862  |              | Reiterstandbild |        |
| Karl Cauer(1864–1870)                                    |                                               | Friedrich Schiller                                                                            | Mannheim                                                    | 1862  |              | |        |
| Max von Widnmann                                         |                                               | Friedrich Schiller                                                                            | München                                                     | 1864  |              | Im Zweiten Weltkrieg eingeschmolzen |        |
| Max von Widnmann                                         |                                               | Johann Wolfgang von Goethe                                                                    | Lenbachplatz, München                                       | 1863  |              | Im Zweiten Weltkrieg eingeschmolzen |        |
| Ludwig von Hofer                                         |                                               | Concordia Krönungsfigur der Jubiläumssäule                                                    | Schloßplatz, Stuttgart                                      | 1863  |              | |        |
| Raphael Christen                                         |                                               | Brunnenfiguren der Berna                                                                      | Bern                                                        | 1863  |              | |        |
| Friedrich Brugger                                        |                                               | Michail Semjonowitsch Woronzow                                                                | Odessa                                                      | 1864  |              | |        |
| Johannes Christian Dielmann                              |                                               | Friedrich Schiller                                                                            | Frankfurt am Main                                           | 1864  |              | |        |
| Carl Eneas Sjöstrand (1828–1906), schwedischer Bildhauer |                                               | Henrik Gabriel Porthan                                                                        | Turku                                                       | 1864  |              | |        |
| Harriet Hosmer                                           |                                               | Thomas Hart Benton                                                                            | St. Louis                                                   | 1864  |              | |        |
| Emma Stebbins                                            |                                               | Horace Mann                                                                                   | Boston                                                      | 1865  |              | |        |
| Max von Widnmann                                         |                                               | Franz Ludwig von Erthal                                                                       | Bamberg                                                     | 1864  | 1865         | |        |
| Konrad Knoll                                             |                                               | Fischbrunnen                                                                                  | Marienplatz                                                 | 1865  | 1865         | Brunnen im Zweiten Weltkrieg stark beschädigt, heute Brunnen von Josef Henselmann unter Verwendung einiger Originalfiguren |        |
| Johann Peter von Götting                                 |                                               | Madonna                                                                                       | Turm des Aachener Domes                                     | 1865  |              | Feuervergoldung |        |
| Randolph Rogers                                          |                                               | Kriegerdenkmal The Sentinel                                                                   | Spring Grove Cemetery in Cincinnati                         | 1865  | 1865         | |        |
| Max von Widnmann                                         |                                               | Wolfgang Heribert von Dalberg                                                                 | Mannheim                                                    | 1865  | 1866         | |        |
| Johann Halbig                                            |                                               | Joseph von Fraunhofer                                                                         | München                                                     | 1865  | 1865         | |        |
| Konrad Knoll                                             |                                               | Johann Philipp Palm                                                                           | Braunau am Inn                                              | 1865  |              | |        |
| William Wetmore Story                                    |                                               | Edward Everett                                                                                | Boston                                                      | 1867  |              | |        |
| Kaspar von Zumbusch                                      |                                               | Benjamin Thompson (Graf Rumford)                                                              | Maximilianstraße, München                                   | 1867  |              | |        |
| Max von Widnmann                                         |                                               | Friedrich von Gärtner                                                                         | Gärtnerplatz, München                                       | 1867  |              | Im Zweiten Weltkrieg bis auf den Kopf zerstört |        |
| Friedrich Brugger                                        |                                               | Leo von Klenze                                                                                | Gärtnerplatz, München                                       | 1867  |              | im Zweiten Weltkrieg zerstört, Kopf 1998 nachgegossen |        |
| Bradley Chauncey Ives (1810–1894) US-Bildhauer           |                                               | Thomas Church Brownell                                                                        | Hartford, Connecticut                                       | 1868  |              | |        |
| Max von Widnmann                                         |                                               | Johann Michael Sailer                                                                         | Regensburg                                                  | 1868  |              | |        |
| Emma Stebbins                                            |                                               | Bethesda Fountain                                                                             | Central Park New York City                                  | 1870  |              | |        |
| August von Kreling                                       |                                               | Tyler Davidson Fountain                                                                       | Cincinnati                                                  | 1870  | 1871         | |        |
| Randolph Rogers                                          |                                               | Abraham Lincoln                                                                               | Union Square (New York City), New York City                 | 1870  | 1871         | |        |
| Charles Fuller (1830–1875), britischer Bildhauer         |                                               | Abdülaziz                                                                                     | Beylerbeyi-Palast, Istanbul                                 | 1870  | 1871         | Reiterstandbild |        |
| Alfonso Balzico                                          |                                               | Massimo d’Azeglio                                                                             | Turin                                                       | 1873  |              | |        |
| Randolph Rogers                                          |                                               | Kriegerdenkmal                                                                                | Worcester Massachusetts                                     | 1874  |              | |        |
| Adamo Tadolini                                           |                                               | Simón Bolívar                                                                                 | Caracas Venezuela                                           | 1874  |              | Reiterstandbild |        |
| Thomas Ball                                              |                                               | Abraham Lincoln                                                                               | Lincoln Memorial, in Washington, D.C.                       | 1875  |              | |        |
| Johann Halbig                                            |                                               | Wilhelm I. (Württemberg)                                                                      | Bad Cannstatt, Stuttgart                                    | 1875  |              | Reiterstandbild |        |
| Luigi Borro                                              |                                               | Daniele Manin                                                                                 | Venedig                                                     | 1875  |              | Reiterstandbild | [ 11 ] |
| Kaspar von Zumbusch                                      |                                               | Maximilian II. Joseph                                                                         | München                                                     | 1875  |              | Zweimal gedacht |        |
| Michael Wagmüller                                        |                                               | Gartenmöbel für                                                                               | Schloss Linderhof                                           | 1875  |              | Zinkguss |        |
| Friedrich Wilhelm Wolff                                  |                                               | Figuren von Rhein und Memel bei Friedrich Wilhelm IV.                                         | Berliner Stadtschloss, Berlin                               | 1876  |              | |        |
| Randolph Rogers                                          |                                               | William H. Seward                                                                             | New York City                                               | 1875  |              | |        |
| Thomas Ball                                              |                                               | Daniel Webster                                                                                | Boston                                                      | 1875  |              | |        |
| Johannes Schilling                                       |                                               | Gruppe von Bachus und Ariadne mit Phantergespann                                              | Semperoper Dresden                                          | 1875  |              | Quadriga |        |
| Randolph Rogers                                          |                                               | Genius, als Bekrönung des Kapitols von                                                        | Connecticut                                                 | 1875  |              | |        |
| Franklin Simmons                                         |                                               | Edward P. Little                                                                              | Edward Little High School, Auburn (Maine)                   | 1875  |              | |        |
| Franklin Simmons                                         |                                               | Roger Williams                                                                                | Providence, Rhode Island                                    | 1877  |              | |        |
| Ferdinand Freiherr von Miller                            |                                               | William Shakespeare                                                                           | Tower Grove Park, St. Louis                                 | 1877  |              | |        |
| Theodor Friedl                                           |                                               | Zwei Pegasusgruppen für                                                                       | Stadttheater Augsburg                                       | 1877  |              | |        |
| Ferdinand Freiherr von Miller                            |                                               | Alexander von Humboldt                                                                        | Tower Grove Park, St. Louis                                 | 1877  |              | |        |
| Lorenz Gedon                                             |                                               | zwei Löwen für die Dampfer Bavaria und Wittelsbach                                            | Starnberger See, St. Louis                                  | 1878  |              | Zinkguss |        |
| Thomas Ball                                              |                                               | Abraham Lincoln                                                                               | Boston                                                      | 1878  |              | |        |
| Thomas Ball                                              |                                               | Josiah Quincy II                                                                              | Old City Hall, 45 School Street, Boston                     | 1878  | 1879         | |        |
| Ferdinand Freiherr von Miller                            |                                               | Maximilian I. (Bayern), Brunnen                                                               | Bamberg                                                     |       | 1880         | |        |
| Ferdinand Freiherr von Miller                            |                                               | Albertus Magnus,                                                                              | Lauingen                                                    | 1881  | 1881         | |        |
| Enrico Pazzi (1819–1899) italienischer Bildhauer         |                                               | Mihailo Obrenović                                                                             | Belgrad                                                     | 1881  | 1881         | Reiterstandbild |        |
| Ferdinand Freiherr von Miller                            |                                               | General Joaquín Mosquera (1787–1878) 2. Mai bis 23. November 1831 Präsident von Großkolumbien | Bogotá                                                      | 1882  | 1882         | |        |
| Ferdinand Freiherr von Miller                            |                                               | Kriegerdenkmal                                                                                | Charleston (South Carolina)                                 | 1882  |              | |        |
| Ferdinand Freiherr von Miller                            |                                               | Johann Gottfried Herder                                                                       | St. Louis                                                   | 1882  |              | |        |
| Johannes Schilling                                       |                                               | Germania für Niederwalddenkmal                                                                | Landschaftspark Niederwald                                  | 1883  |              | |        |
| Wilhelm von Rümann                                       |                                               | Lindavia-Brunnen                                                                              | Lindau (Bodensee)                                           | 1883  |              | |        |
| Ferdinand Freiherr von Miller                            |                                               | Christoph Kolumbus                                                                            | St. Louis                                                   | 1886  |              | |        |
| William Henry Rinehart                                   |                                               | Roger B. Taney                                                                                | Mount Vernon Place, Baltimore                               | 1887  |              | |        |
| Ferdinand Freiherr von Miller                            |                                               | Kriegerdenkmal                                                                                | Elbing                                                      | 1887  |              | |        |
| Ferdinand Freiherr von Miller                            |                                               | Balduin von Luxemburg                                                                         | Balduinbrunnen, Trier                                       |       | 1897         | 1897 |        |
| Heinrich Düll, Max Heilmaier, Georg Pezold               |                                               | Friedensengel                                                                                 | Maximiliansanlagen, München                                 | 1899  |              | Bronze vergoldet |        |
| Rupert von Miller                                        |                                               | Simón Bolívar                                                                                 | Bogotá                                                      | 1930  |              | |        |